# Antonio Ferrer Rodrigo
Antonio Ferrer Rodrigo (ur. 19 lutego 1921 w Alfafar, zm. 2 grudnia 1936 w Picassent) – hiszpański męczennik z okresu wojny domowej, sługa Boży Kościoła katolickiego.

## Życiorys

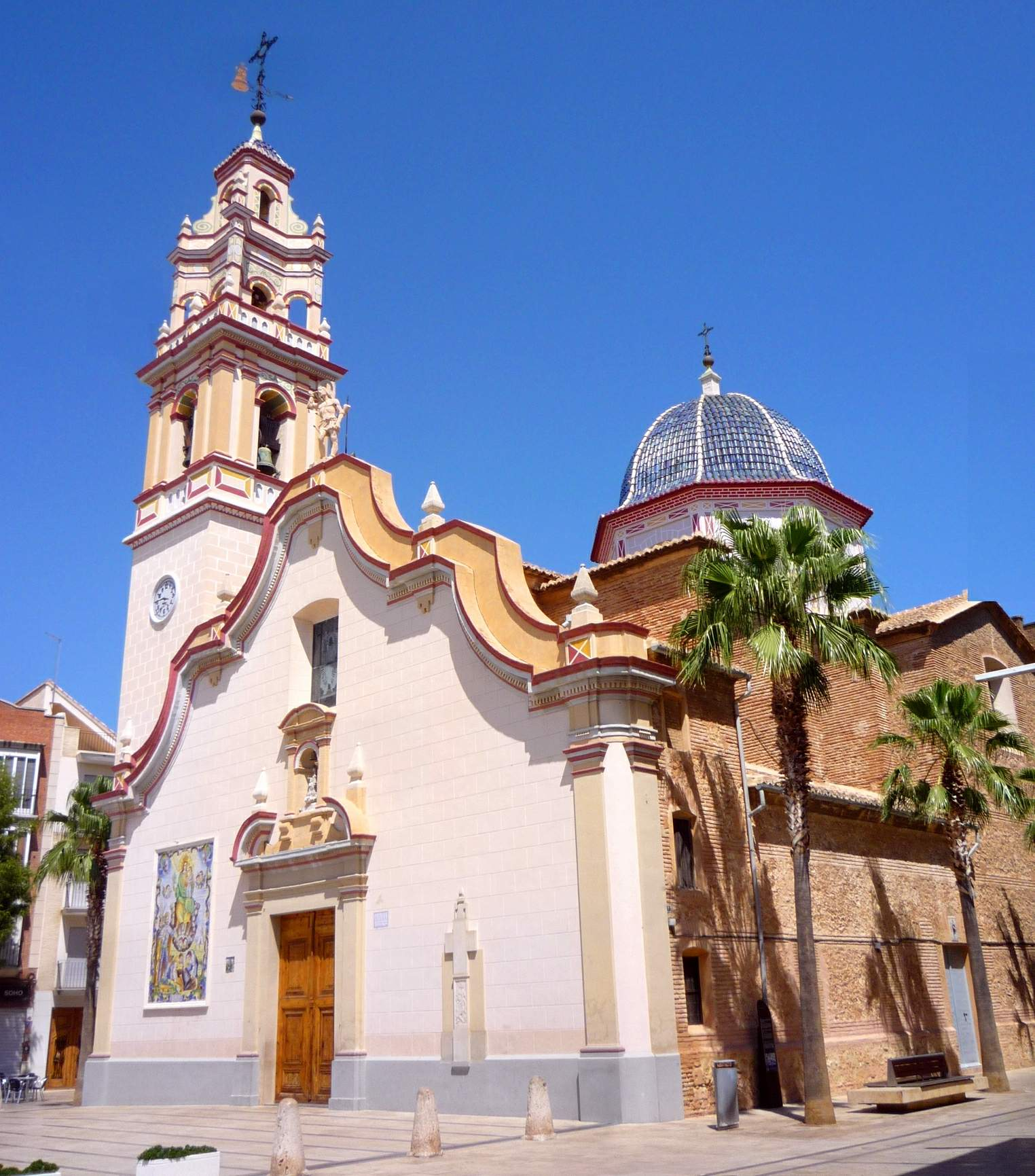
Kościół parafialny w Alfafar

### Dzieciństwo i młodość
Antonio Rodrigo urodził się w Alfafar w rodzinie Eliseo Ferrera i Milagros Rodrigo Olmos 19 lutego 1921 roku. Miał trójkę rodzeństwa: Milagros, Eliseo i Josefę. Został ochrzczony w kościele Nuestra Señora del Don w Alfafar. W dzieciństwie wpływ na religijne wychowanie chłopca mieli: dziadek ze strony matki Antonio oraz ciotki Maria i Leonor. Jako dziecko uczony był wspierania ubogich, którzy przychodzili do domu ciotek. Mając dziewięć lat, 25 maja 1930 roku przystąpił do pierwszej komunii świętej i został ministrantem.
Był oddany pobożności różańcowej, kultowi Najświętszego Serca. W świadectwach przyjaciół pojawiają się wypowiedzi dotyczące przeświadczenia o własnym powołaniu do kapłaństwa. Oprócz nauki szkolnej brał lekcje rysunku w Walencji. Był też zapalonym filatelistą. Chodził do kina, a plakaty filmowe ozdabiały warsztat stolarski jego ojca.
Gdy powstała Akcja Katolicka, miejscowy proboszcz powierzył Antoniowi obowiązki jej miejscowego prezesa. Chłopak z odwagą przyznawał się do swojej wiary, chociaż sytuacja katolików wraz z powstaniem Drugiej Republiki Hiszpańskiej w 1931 roku uległa pogorszeniu. Jako prezes korespondował z wikariuszem generalnym w Oviedo Juanem Puertesem Ramónem. Gdy wikariusz Puertes Ramón został zamordowany 8 października 1934, Antonio wziął udział w jego pogrzebie. Otrzymał wówczas medalik kapłana, który zaczął nosić na sobie jako relikwię po męczenniku. W tym okresie został ojcem chrzestnym Vicente Royo Chirivella.

### Męczeństwo

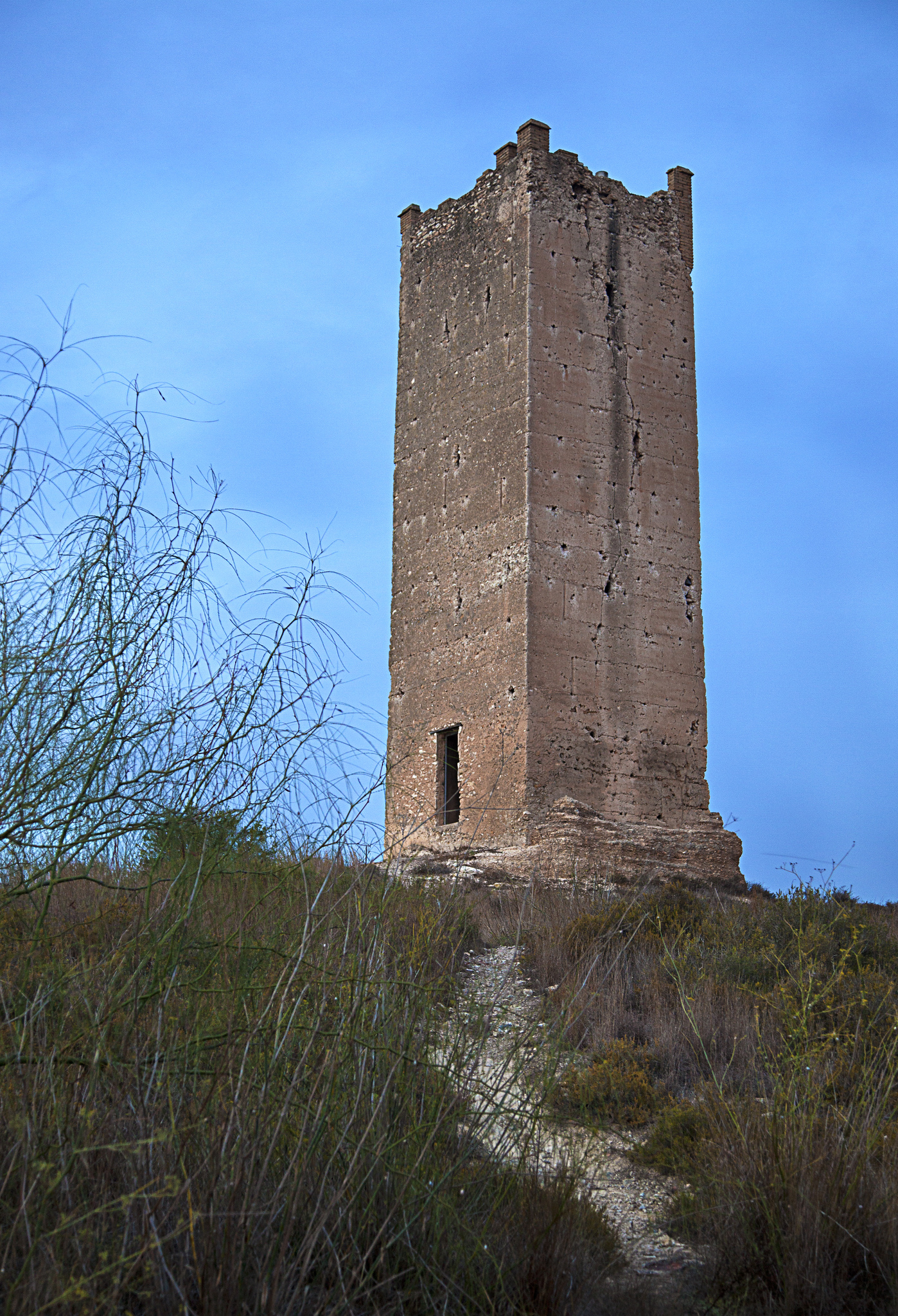
Wieża Espioca w Picassent

W 1936 prześladowania katolików przez członków grup anarchistycznych i marksistowskich partii politycznych stały się jeszcze dotkliwsze. Antonio otrzymał anonim, w którym grożono mu śmiercią, jeśli nie zaprzestanie działalności związanej z organizacją Akcji Katolickiej i obnoszenia się ze swoja wiarą. Chłopak był obserwowany i nachodzony. Na początku lipca 1936 roku kuria archidiecezjalna nakazała zniszczenie dokumentacji Akcji Katolickiej w obawie przed prześladowaniami i represjami, które mogły objąć jej członków. Antonino zakopał archiwum Akcji w nieznanym miejscu. 19-20 lipca milicjanci splądrowali kościół i parafię. W obecności wiernych palono przedmioty kultu i obrazy na ulicy przed kościołem. Gdy palono obraz Najświętszego Serca Antonino głośno zaprotestował. Odpowiedziano mu wówczas: Zapamiętaj te słowa: zabijemy cię!.
W obawie o życie Antonia rodzice zawieźli go 21 lipca do rodziny w Sollanie. Następnego dnia był on świadkiem podpalenia miejscowego kościoła i niszczenia przedmiotów kultu. W miasteczku zamordowano 30 osób. Gdy Antonio zachorował na tyfus, rodzice przywieźli go z powrotem do Alfafar. Jego ponowną obecność w miasteczku utrzymywano w tajemnicy.
Aresztowanie nastąpiło 2 grudnia 1936 roku. Chłopak wraz z ojcem został zabrany do ratusza pod pretekstem przesłuchania. Obaj przetrzymywani byli siedem godzin w pomieszczeniu przy sali prób kapeli miejskiej. Wieczorem przewieziono ich w pobliże arabskiej wieży Espioca w Picassent. Po wyjściu z samochodu chciano przymusić Antonio do wyjawienia miejsca ukrycia jakiś przedmiotów z kościoła. Chłopak nie przestawał modlić się i mówić o Bogu. Gdy wykrzyknął: Niech żyje Chrystus Król! (hiszp. ¡Viva Cristo Rey!), brzytwą wycięto mu język. Potem został zabity na oczach ojca strzałem w skroń. Następnie oprawcy wykastrowali ojca i zastrzelili. Oba ciała zostawione zostały przy wieży Espioca do następnego dnia. 

### Wydarzenia związane z pochówkiem
Antonio pochowany został przez pracowników miejskich z Picassent w jednym z grobowców na miejscowym cmentarzu. O losie Antonia i jego ojca Eliseo nie poinformowano rodziny. Milagros Rodrigo Olmos prosiła o udzielenie informacji o losie męża i syna swojego siostrzeńca José Balduezę Rodrigo, który zajmował ważną pozycję w komitecie rewolucyjnym w Walencji. Ten dowiedziawszy się o egzekucji wuja i kuzyna nie miał odwagi wyjawić prawdy w rodzinie. Milagros sprawdziła wszystkie więzienia i cmentarze w Walencji. Nie mogła jednak otrzymać żadnej informacji. Po kilku miesiącach milicjanci naszli dom rodzinny w Alfafar, domagając się wydania przedmiotów ukrytych przez Antonia. Nie mogąc nic znaleźć ograbiono wdowę, zabierając nawet drewno na opał.
Kobieta dowiedziała się o okolicznościach śmierci bliskich i miejscu ich pochówku pod koniec wojny. Podczas ekshumacji ciała Antonia okazało się, iż nie uległo ono rozkładowi. Chłopak miał w kieszeni medalik zamordowanego wcześniej wikariusza generalnego z Oviedo. We wrześniu 1939 roku udzielono pozwolenia na przeniesienie ciał na cmentarz do Alfafar. Pogrzeb 24 ofiar Alfafara, zabitych w latach 1936-1937, odbył się 8 września 1939 roku.

### Kult
Od lipca 1997 roku zbierano świadectwa o życiu Antonio Ferrer Rodrigo. W listopadzie 1997 roku parafia i rodzina zwróciły się z oficjalna prośbą o wszczęcie procesu informacyjnego. Proces beatyfikacyjny rozpoczęto 23 czerwca 2004 w katedrze w Walencji. Jest to proces zbiorowy 250 męczenników z okresu hiszpańskiej wojny domowej. Piętnastoletni Antonio jest najmłodszym z kandydatów na ołtarze w tej grupie sług Bożych.